# Reial Academia Catalana de Belles Arts de San Jordi

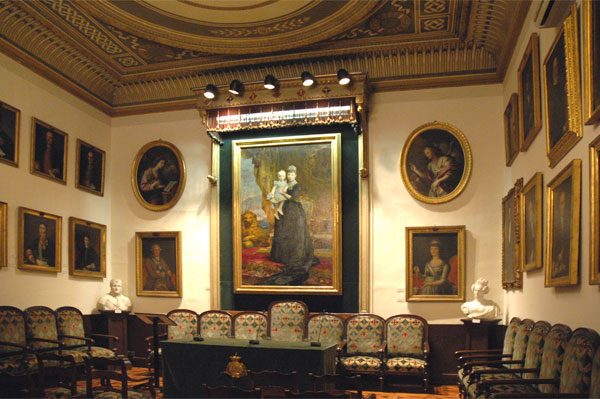
Sala delle riunioni dell'Accademia, nel secondo piano della Llotja de Mar.

La Reial Academia Catalana de Belles Arts de San Jordi  è un'istituzione culturale, senza scopo di lucro, fondata a Barcellona nel 1850.

## Storia

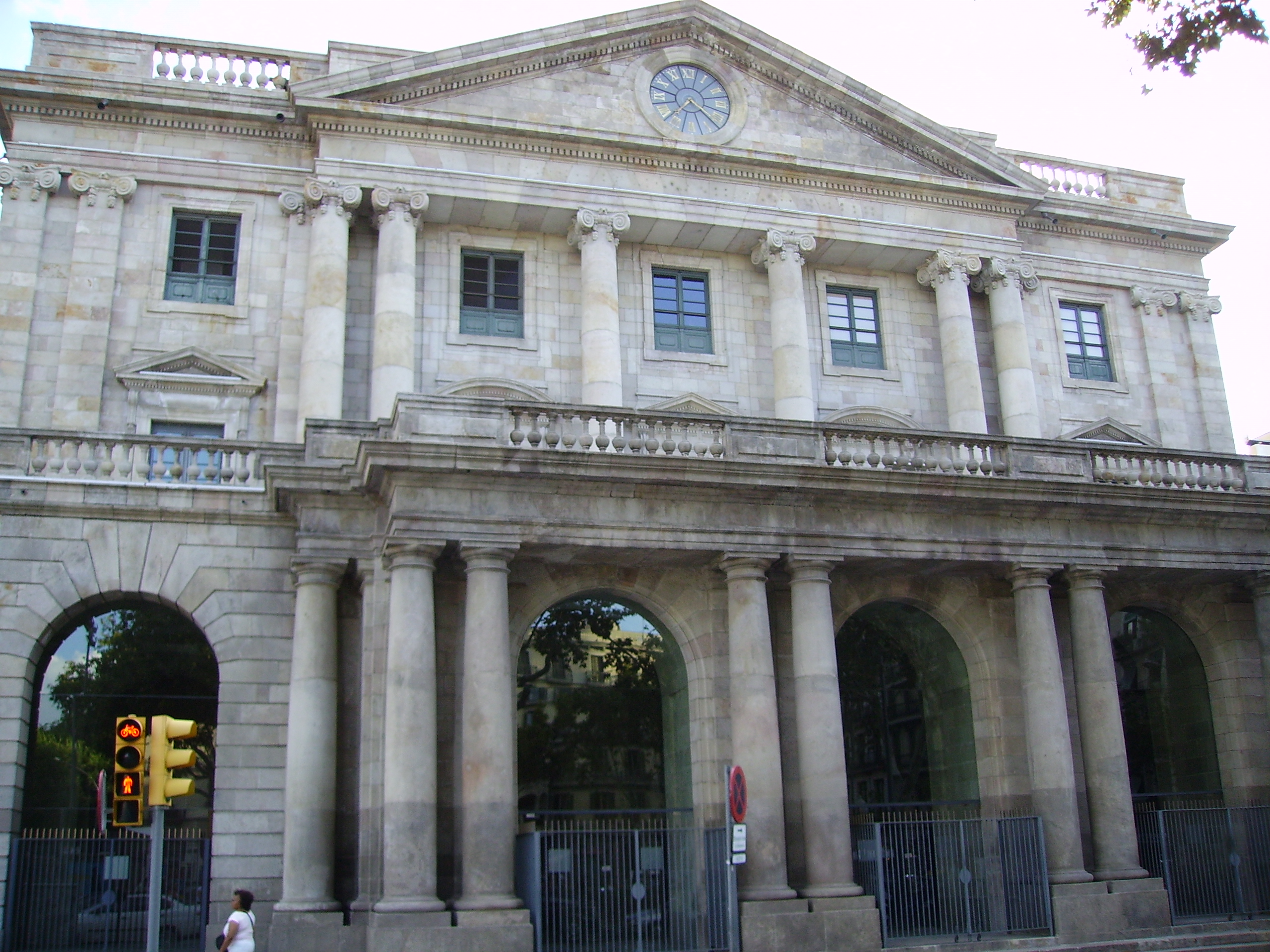
Facciata della Llotja de Mar, dove ha la sua sede la Real Academia Catalana de Bellas Artes de San Jorge.

Venne fondata per regio decreto di Isabella II del 31 ottobre 1849 come Academias Provinciales de Bellas Artes, organo consultivo dello Stato con la funzione di garantire l'equità, promuovere lo studio delle Belle Arti e, fondamentalmente, come guida dell'educazione artistica esistente nelle diverse province. Perciò, da quel momento l'istituzione si incaricò della gestione della Escuela de Bellas Artes, che esisteva a Barcellona dal 1775, fondata dalla Junta de Comercio con il nome iniziale di Escuela Gratuita de Diseño. L'Academia condivise la sede con la Escuela nello storico edificio della Llotja de Mar.
Dopo un periodo di interregno tra l'Accademia e l'Università, nel 1900 avvenne la separazione definitiva tra la scuola e l'Accademia, già sancita da un regio decreto dell'8 luglio 1892.
Nel 1928 l'Academia cambiò denominazione in Real Academia de Bellas Artes de San Jorge e, successivamente, nel 1930, Real Academia Catalana de Bellas Artes de San Jorge, abbandonando il suo carattere provinciale e convertendosi in una istituzione regionale. Nel 1989 prese il titolo di Reial Acadèmia Catalana de Belles Arts de Sant Jordi.
Mentre la Escuela Superior de Bellas Artes (attuale facoltà di Bellas Artes dell'Università di Barcellona) lasciò definitivamente la Llotja nel 1940, e la Escuela de Artes y Oficios Artísticos (attualmente Escuela de Artes y Oficios de Barcelona) lo avrebbe fatto trent'anni dopo, la Real Academia mantiene oggi la sua sede al secondo piano dell'edificio.
Le funzioni attuali dell'ente sono fondamentalmente la pratica e promozione della ricerca delle belle arti in Catalogna; collaborare, nel rispetto della normativa vigente, all'apprezzamento, protezione, conservazione e restauro dei monumenti, complessi artistici e beni culturali; organizzare corsi, convegni, mostre, concorsi, concerti, e pubblicare opere che contribuiscano allo studio e alla diffusione delle belle arti; mantenere rapporti di consultazione con le agenzie, quali pubblica amministrazione e altre istituzioni; conservare, studiare, valorizzare, diffondere e mettere a disposizione degli studiosi il suo ricco patrimonio artistico, bibliografico e archivistico.

## Museo e fondi documentali

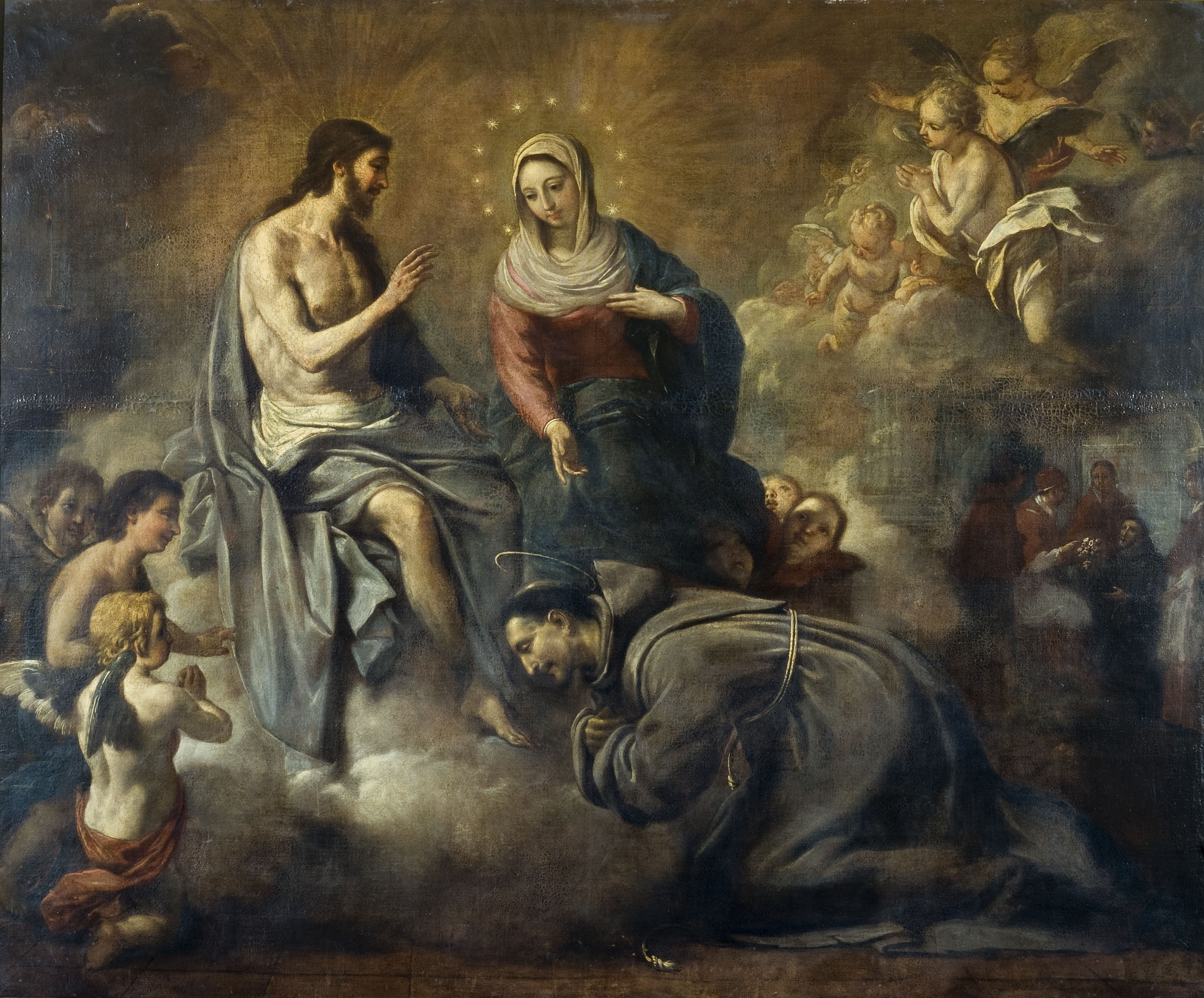
Jesús concede a san Francisco la indulgencia de la Porciúncula, di Antonio Viladomat (MNAC).

Oltre ad insegnare le attività che si sono sviluppate sin dalla sua costituzione (1775) la scuola è intervenuta attivamente nella vita culturale del paese. In epoca napoleonica aprì al pubblico la sua collezione artistica, arricchita da aggiunte recenti, diventando il primo museo d'arte in Catalogna. In occasione della combustione dei conventi del 1835, gli insegnanti della scuola misero in salvo molti dipinti che vennero così incorporati nella sua collezione; in seguito è stata arricchita da numerose donazioni e acquisti. Dal 1850, data della sua creazione, fu la Academia Provincial de Bellas Artes de Barcelona che divenne responsabile sia della scuola che della sua collezione artistica e documentale, proseguendo l'opera museale iniziata 75 anni prima. Oggi l'istituto, già staccato dall'insegnamento, ha come una delle sue funzioni principali la conservazione e la diffusione del patrimonio artistico, composto da più di settecento dipinti e numerose sculture, disegni e stampe. Gra parte della sua collezione più importante è in deposito presso il Museu Nacional d'Art de Catalunya e altri musei e istituzioni, anche se la maggior parte della collezione è ospitata nella sede del soggetto, in un edificio della Lonja de Barcelona.
Nella collezione del museo ci sono opere di pittori come Annibale Carracci, Orazio De Ferrari, Francisco Pacheco del Río, Juan Ribalta, Pierre Mignard, Placido Costanzi, Antoni Viladomat, Pere Crusells, Francisco Preciado de la Vega, Mariano Salvador Maella, José Ferrer, Salvador Molet, Pere-Pau Muntanya, Vicente López Portaña, Joseph Flaugier, Ramon Planella, Salvador Mayol, Vicent Rodes, Josep Arrau, Pelegrín Clavé, Federico de Madrazo, Antonio Maria Esquivel, Claudio Lorenzale, Josep Mirabent Gatell, Joaquim Espalter i Rull, Mariano Fortuny, Luis Rigalt, Ramón Martí Alsina, Benet Mercadé, Francesc Miralles, Antoni Caba, Simó Gómez, Auguste Hénault, Fèlix Mestres, Rafael Durancamps, Montserrat Gudiol, Juan Franch o Modest Cuixart e scultori come Damià Campeny, David Dosrius, Antoni Solá, Manuel Vilar, Frederic Marès o Josep Maria Subirachs.
L'Academia dispone di un'importante biblioteca e il suo archivio comprende diversi fondi documentali: quello dell'Academia (dal 1850 ad oggi), quello della Escuela de Bellas Artes (1775/1850-1921), quello della Comisión Provincial de Monumentos (1844-1883) e quello della Comisión Valoradora de Objetos de Arte a Exportar (1922-1936). Dispone anche di un archivio fotografico.
Ha realizzato diverse pubblicazioni, specialmente cataloghi e studi sui suoi fondi, oltre che discorsi degli accademici e un bollettino periodico.

Galleria di pittura
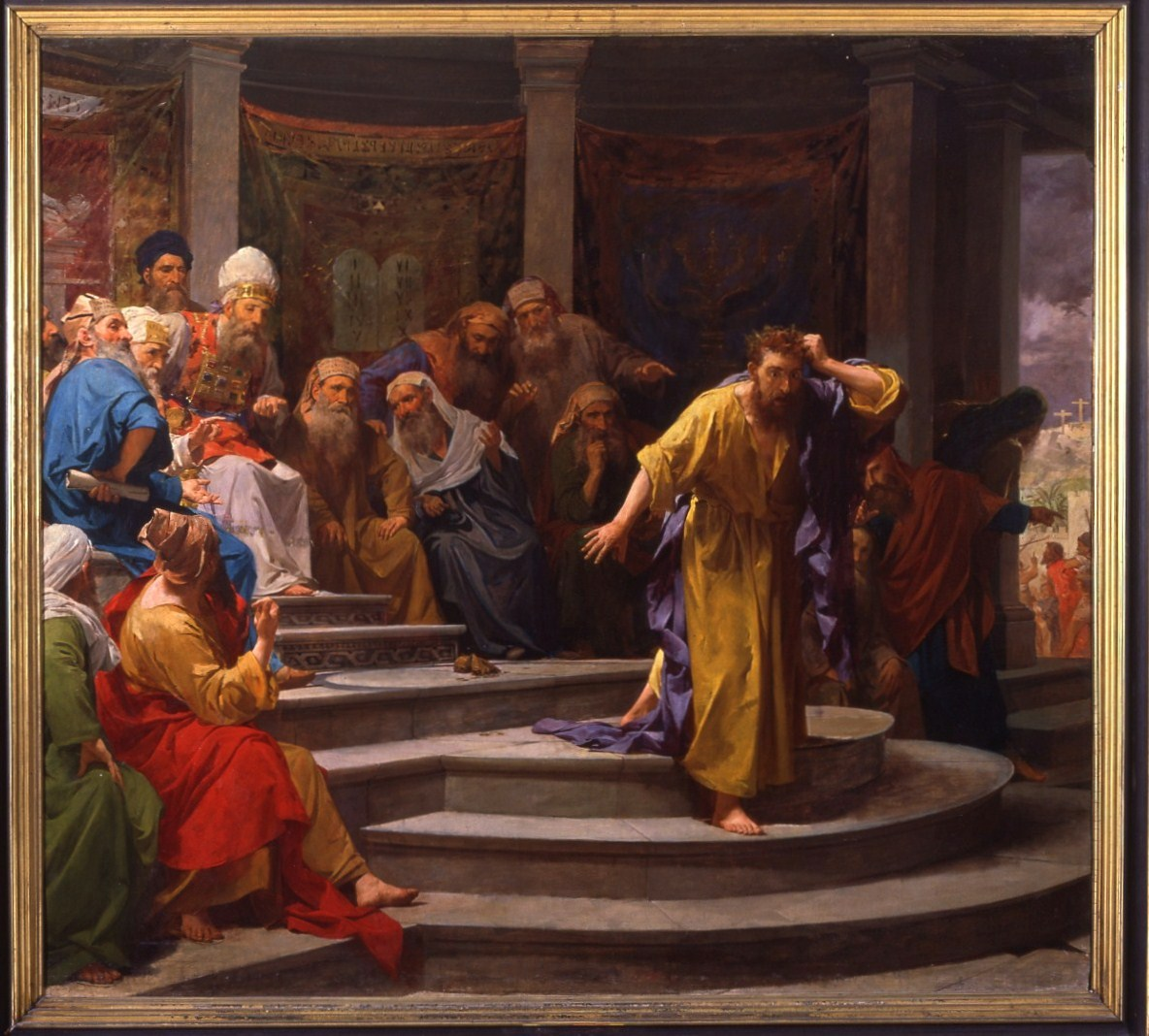
Pentimento di Giuda (1874), di Antoni Caba.
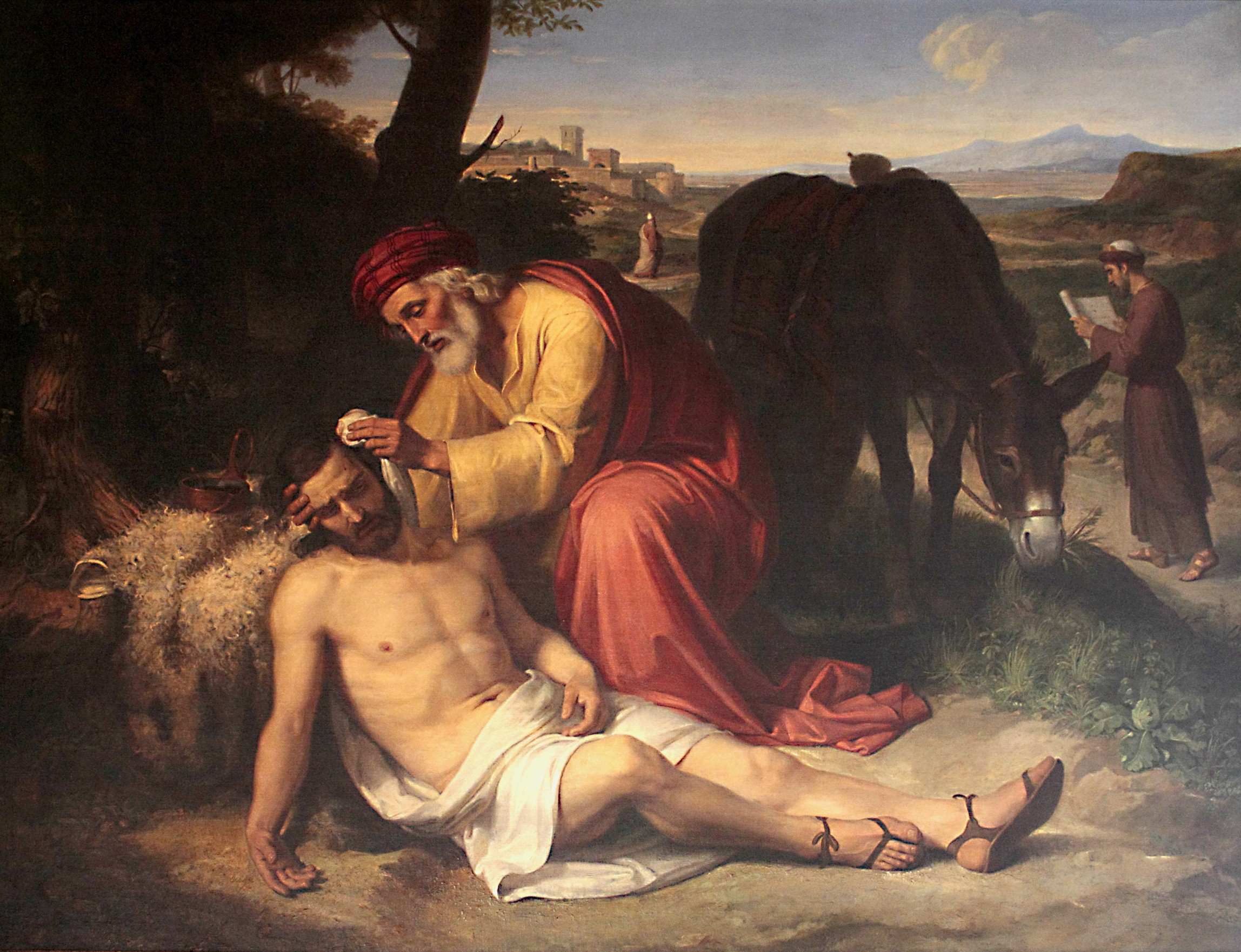
Il buon samaritano (1838), di Pelegrí Clavé.
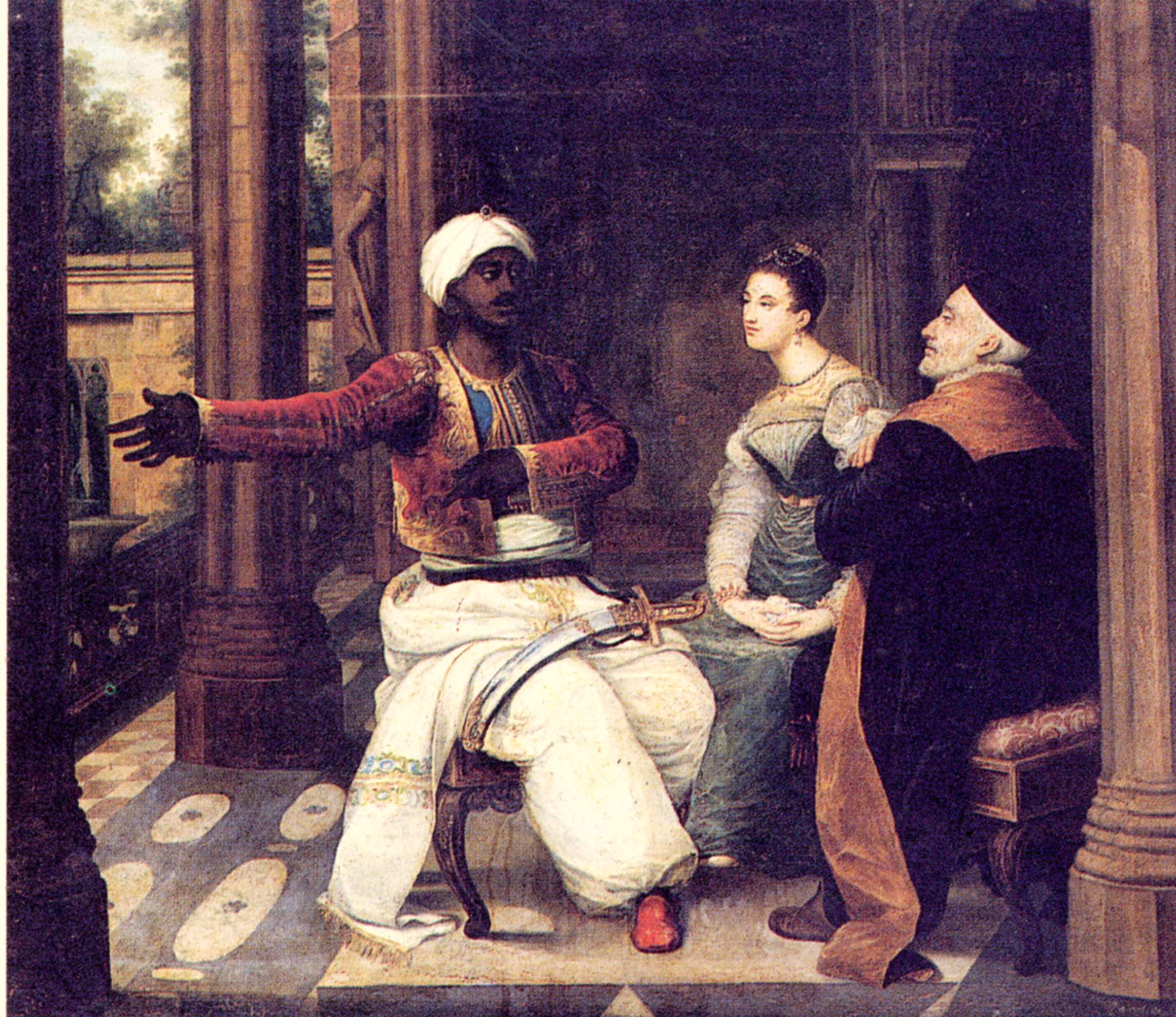
Otello si presenta al doge di Venezia e a sua figlia (1837), di Antoni Ferran.
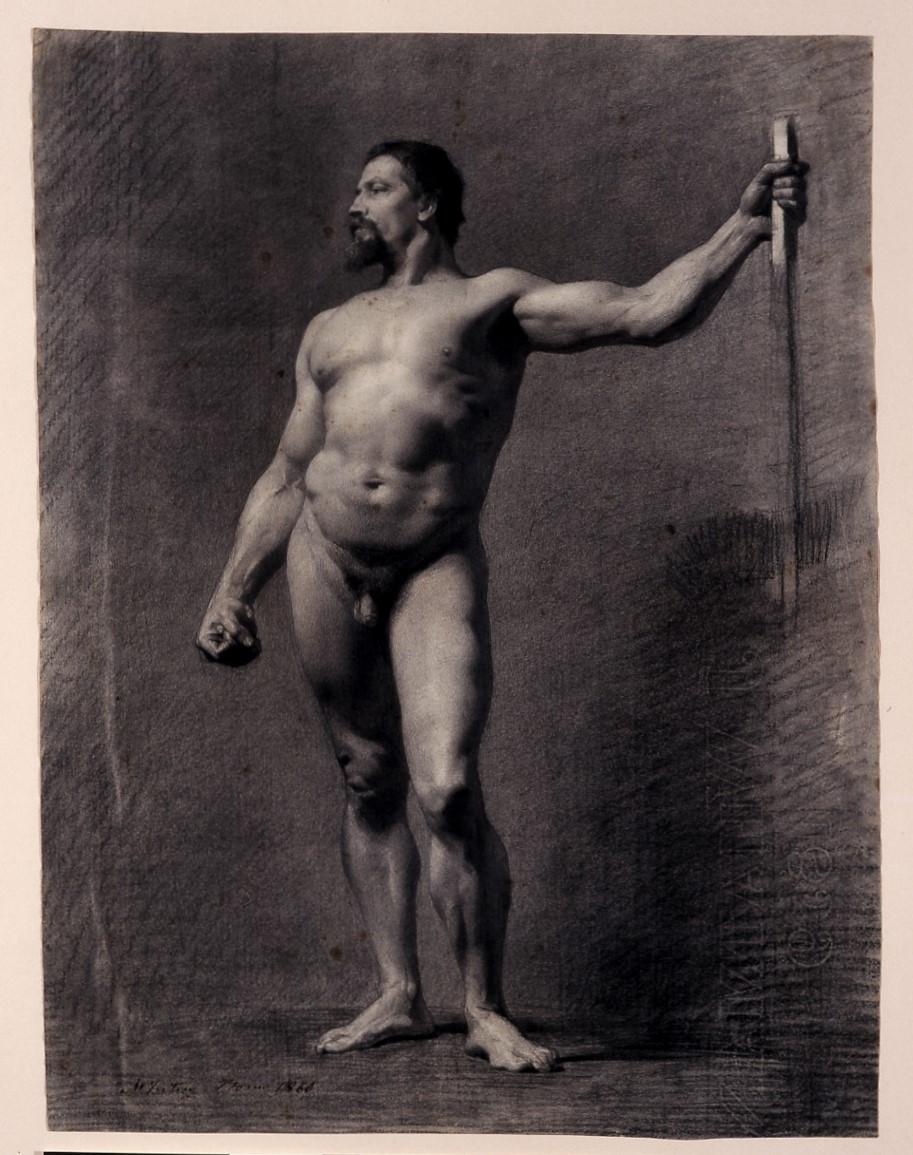
Nudo maschile con lancia (1860), di Marià Fortuny.
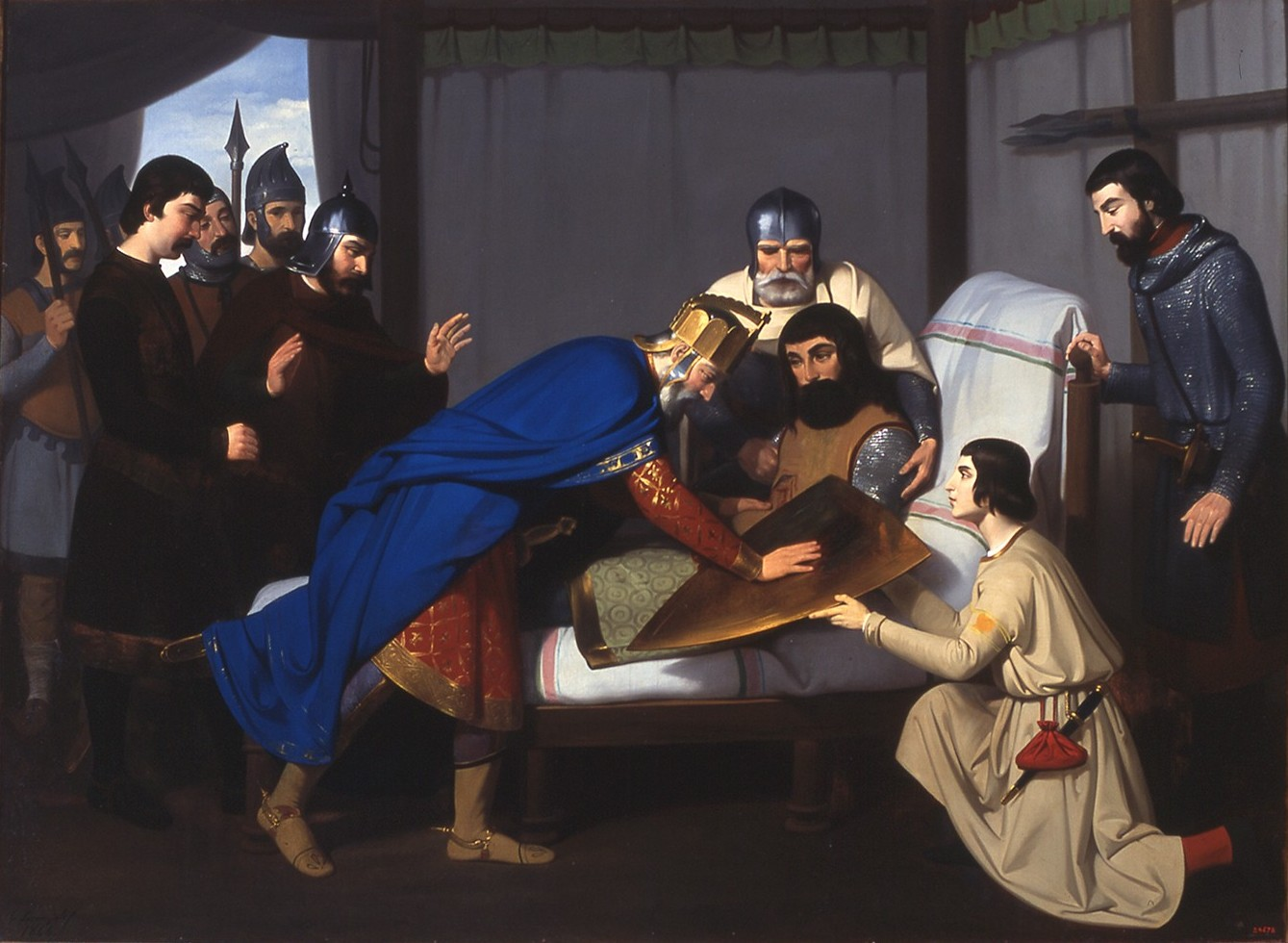
Origine dello stemma della contea di Barcellona (1843-1844), di Claudio Lorenzale.
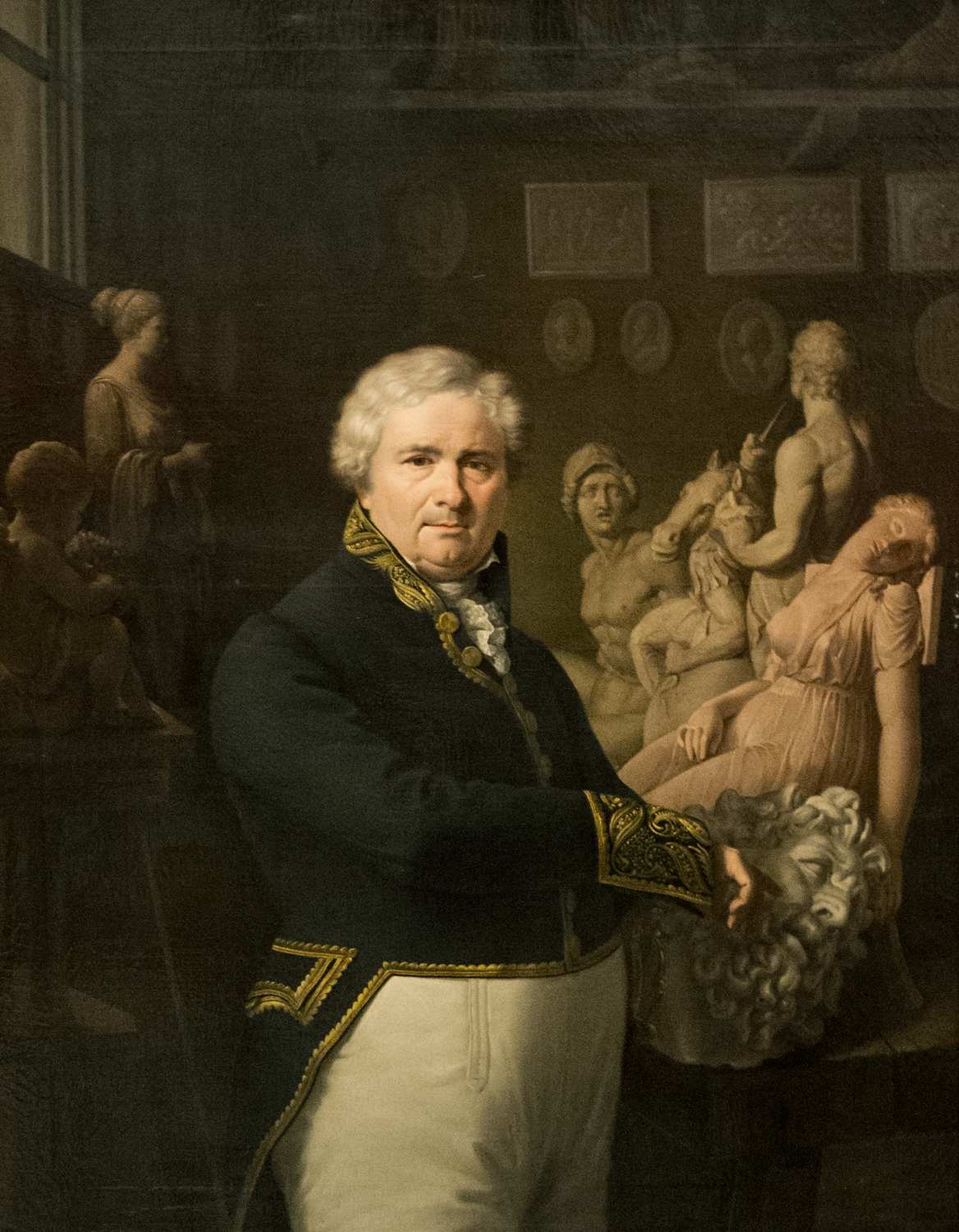
Ritratto di Damià Campeny (1838), di Vicenç Rodés.
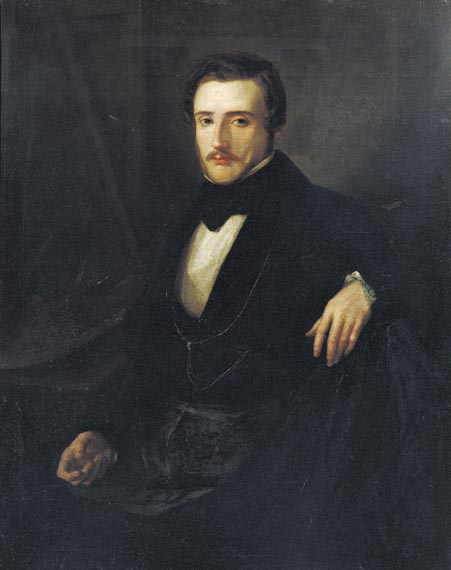
Ritratto di Lluís Rigalt (1840), di Ramon Vives.

Galleria di scultura
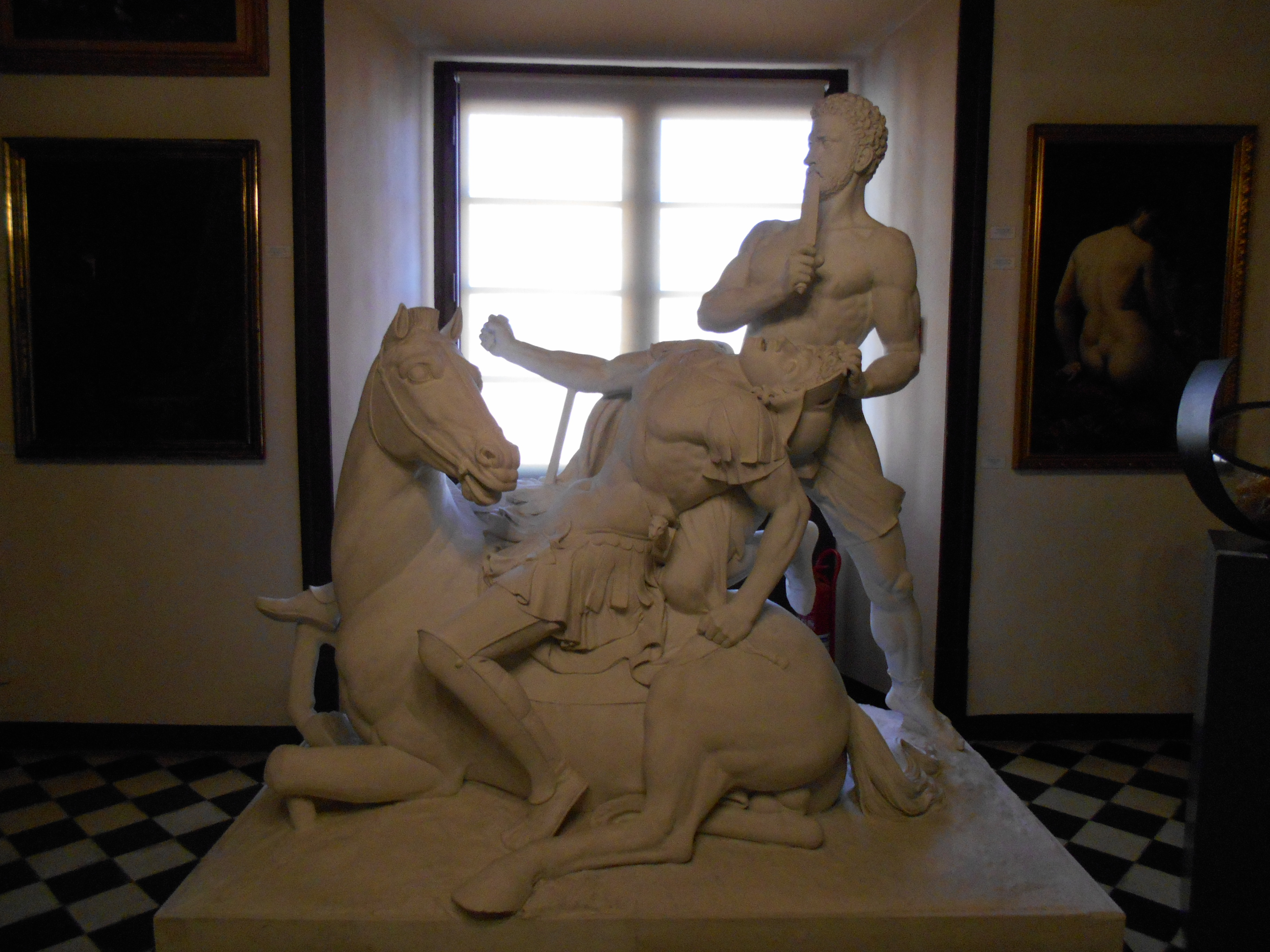
Almogáver uccide un cavaliere francese (1836), di Damià Campeny.
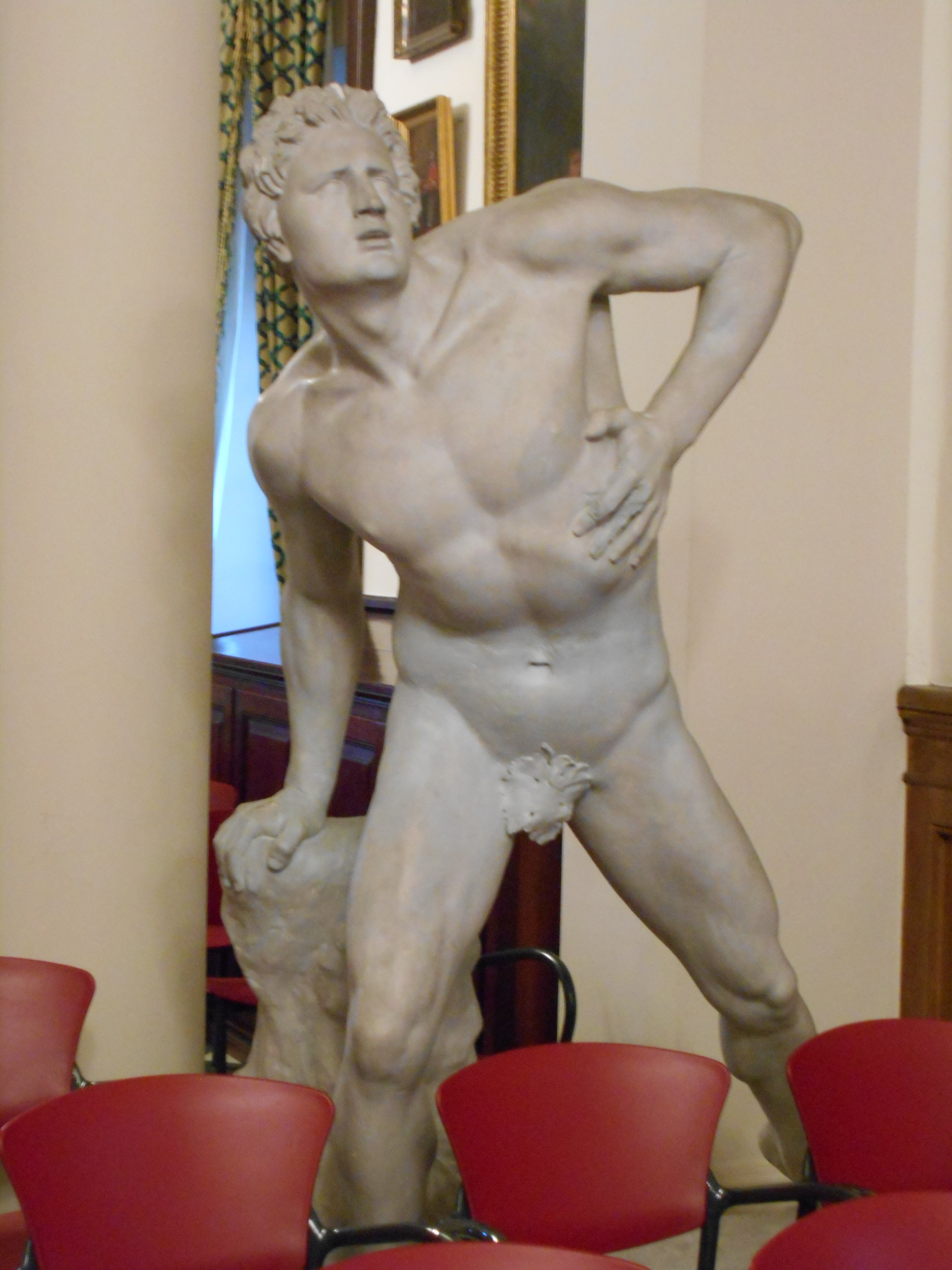
Gladiatore ferito (1825), di Josep Bover.
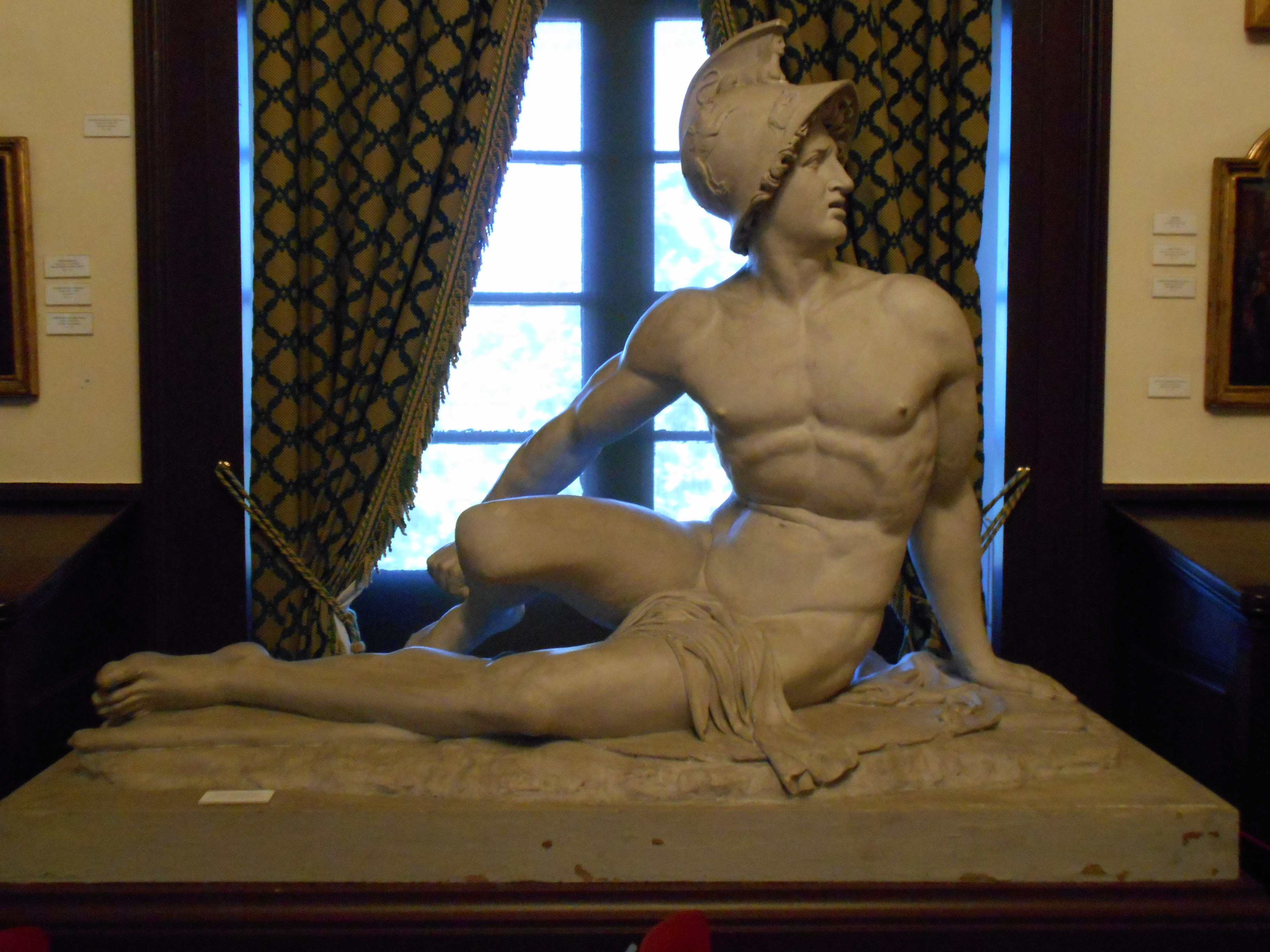
Achille si toglie una freccia (1837), di Damià Campeny.
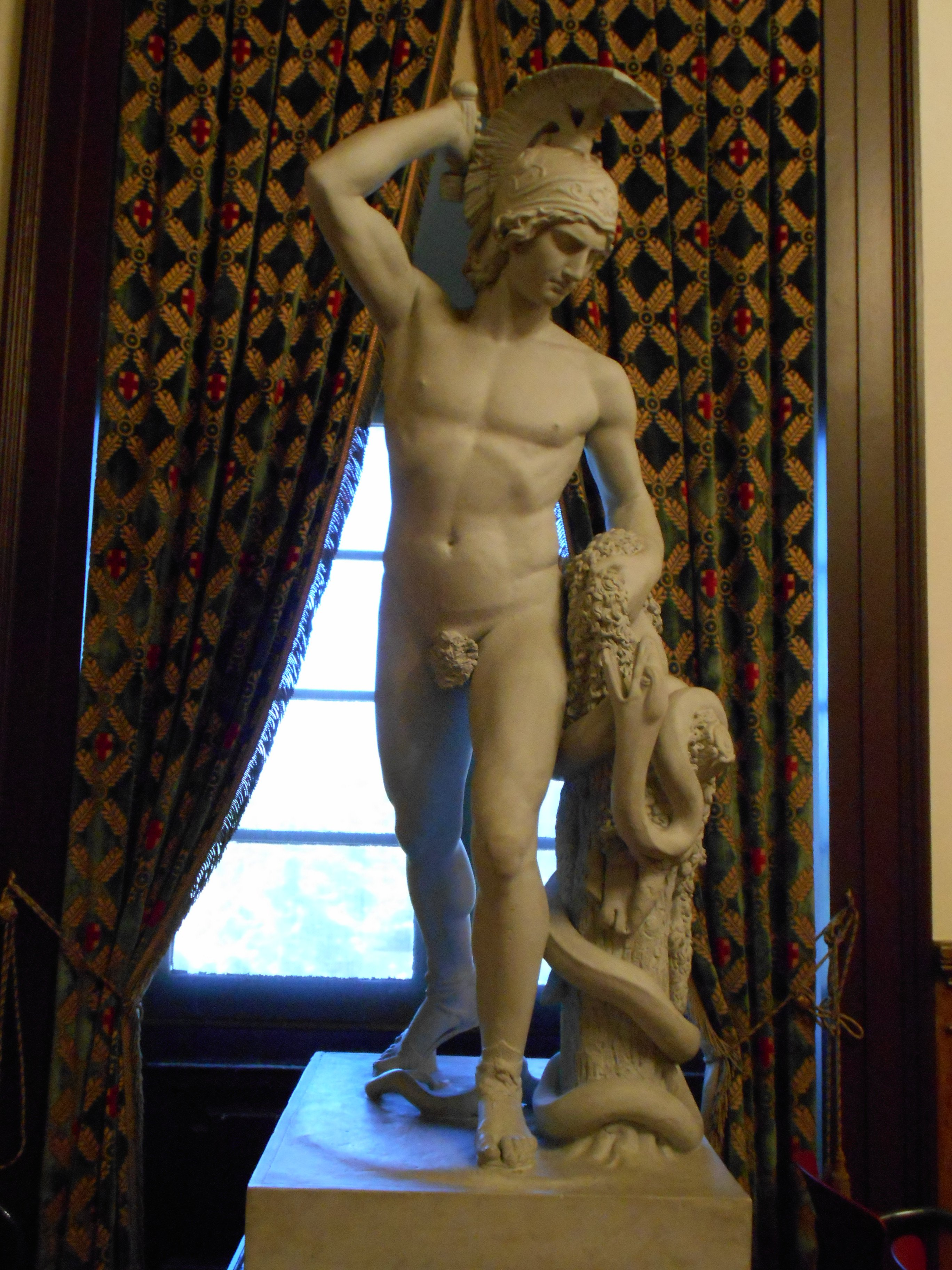
Giasone che ruba il vello d'oro (1836), di Manuel Vilar.
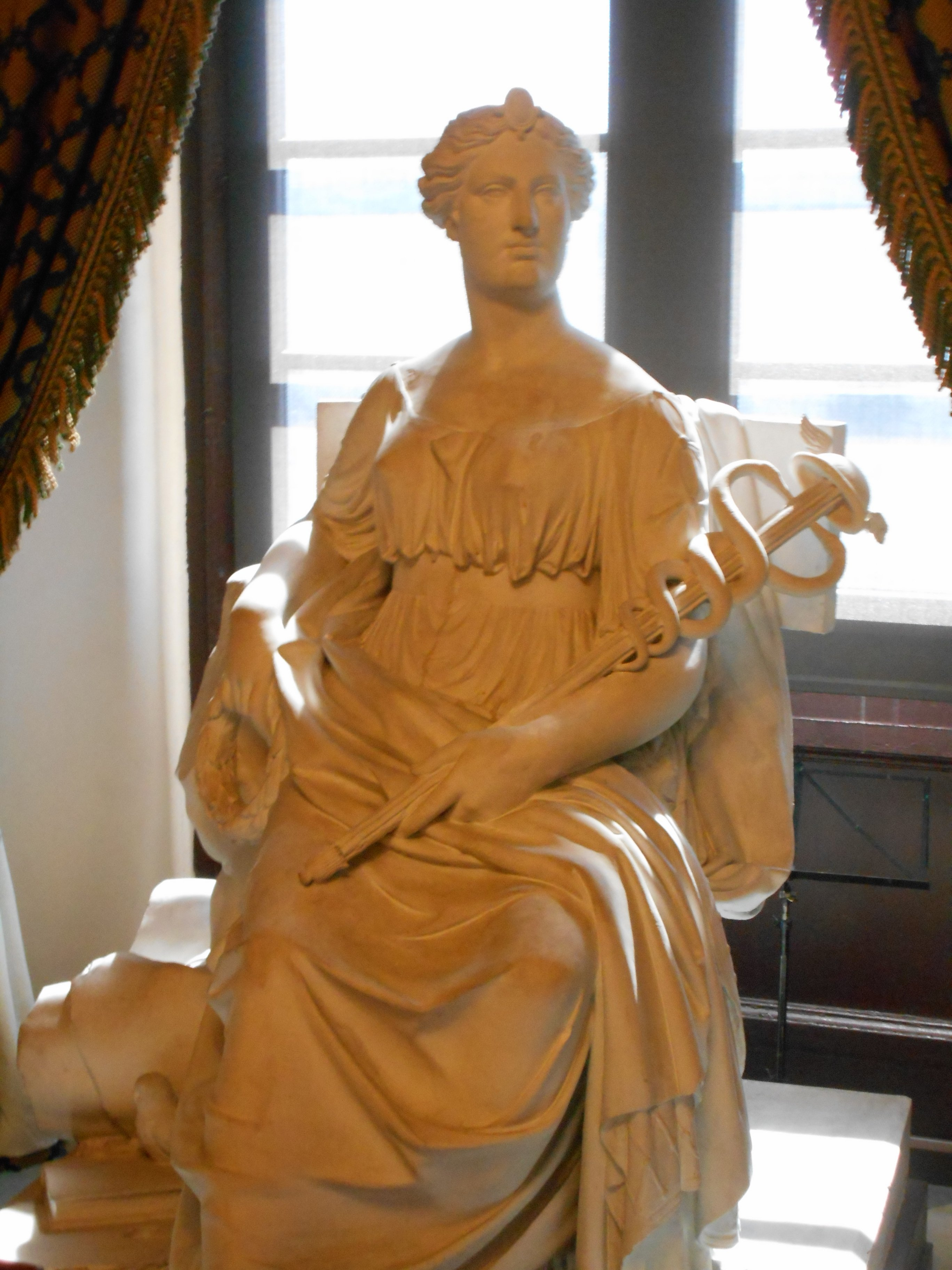
Junta de Comercio (1838-47), di Josep Bover.
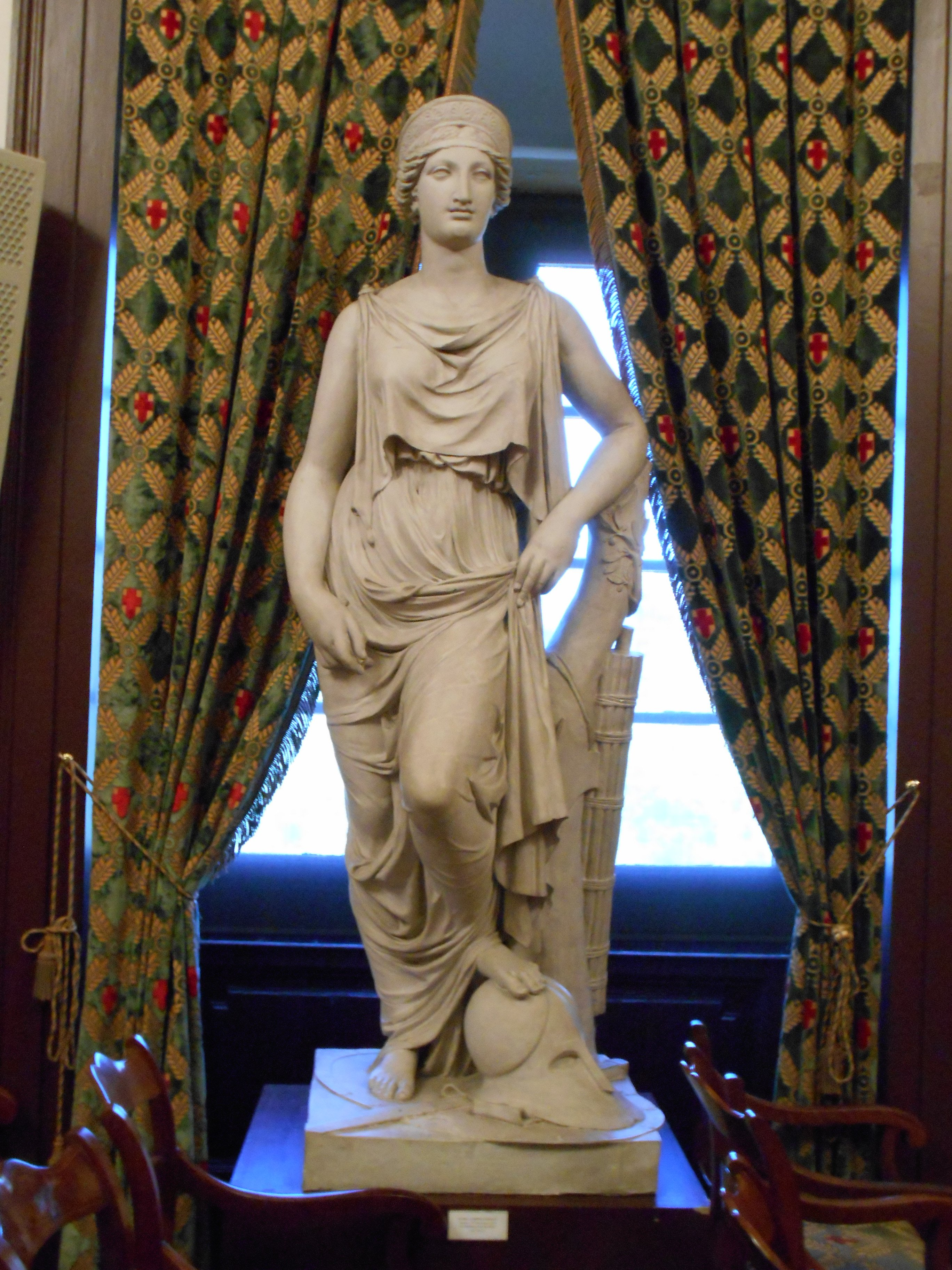
Clemenza o Pace (1827), di Damià Campeny.
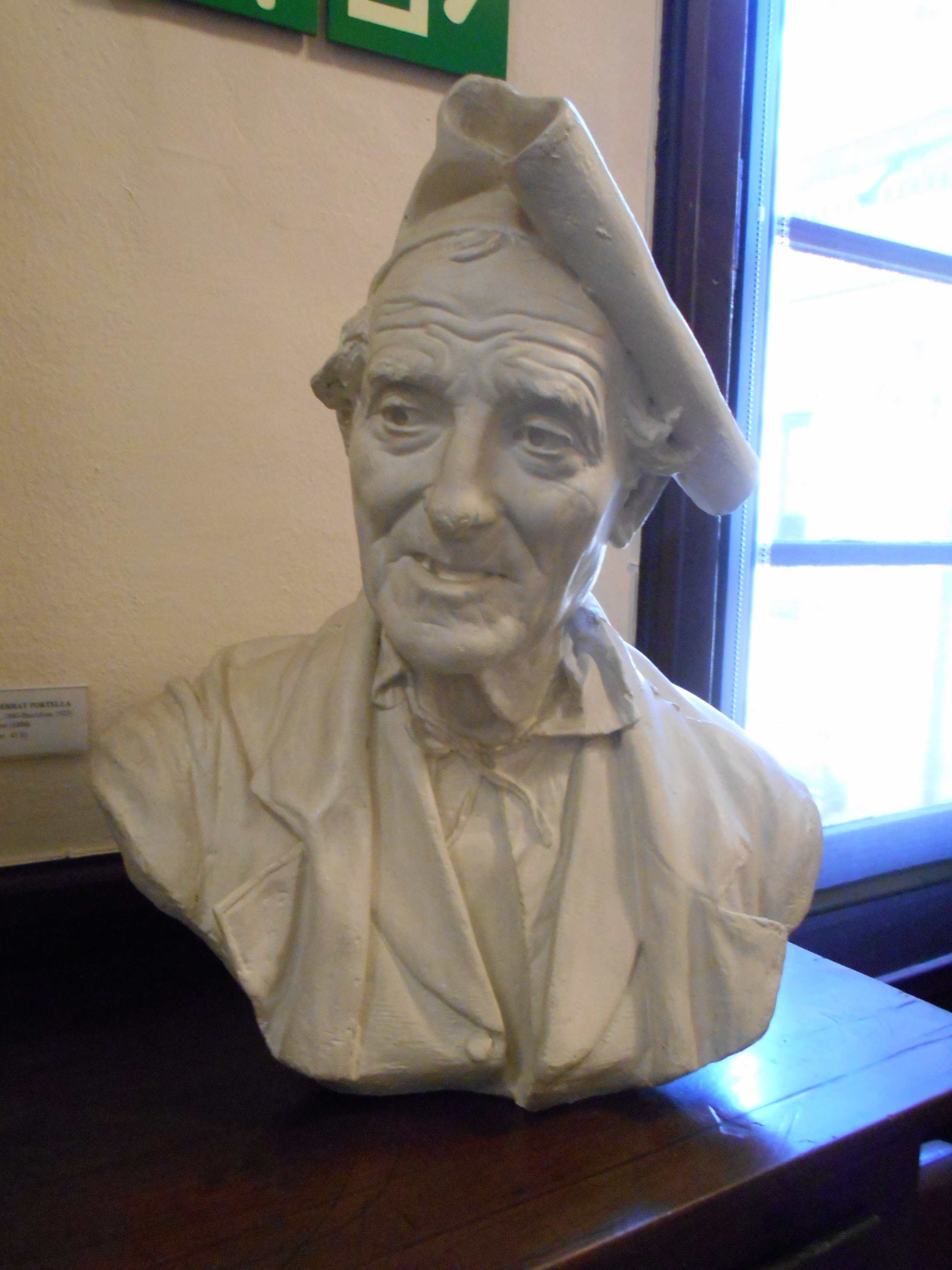
Il nonno (1884), di Josep Montserrat.

## Accademici
La Real Academia conta su accademici ordinari, onorari, corrispondenti e soprannumerari. Essi accedono in una delle sezioni esistenti - architettura, scultura, pittura, arti visive e musica - possono essere storici o artisti, e hanno diritto di voto. Gli accademici soprannumerari sono quelli che per età o impossibilità, non possono partecipare ai compiti dell'istituzione e i corrispondenti, quelli che rappresentano i fuori sede.
La sezione di musica protegge Institut de Musicologia Josep Ricart i Matas, legato all'Università Autonoma di Barcellona, che ha una propria biblioteca e realizza pubblicazioni in proprio.
Fra i soci ordinari dell'Academia si possono annoverare Damià Campeny, Lluís Rigalt, Claudio Lorenzale, Manuel Milà i Fontanals, Elías Rogent, Ramón Martí Alsina, Josep Oriol Mestres, Josep Torras i Bages, Antoni Rubió i Lluch, Eusebi Güell, Lluís Domènech i Montaner, Modest Urgell, Bonaventura Bassegoda i Amigó, Raimon Casellas, Enric Sagnier, Joan e Josep Llimona, Lluís Masriera, Apel·les Mestres, Dionís Baixeras, Lluís Plandiura, Eusebi Arnau, Josep Puig i Cadafalch, Manolo Hugué, Joaquim Mir, Xavier Nogués, Joaquim Sunyer, Enric Casanovas, Josep Clarà, Joan Rebull, Frederic Mompou, Frederic Marès, Eduard Toldrà, Joaquim Renart, Joaquim Folch i Torres, Agustí Duran i Sanpere, Joan Ainaud de Lasarte, Rafael Benet, José Gudiol Ricart, José Antonio Coderch, Pere Pruna, Josep Roca-Sastre, Xavier Busquets, Manolo, Xavier Montsalvatge, Rafael Santos Torroella, Joaquim Homs, Joan Josep Tharrats o Lluís Maria Saumells Panadés.

## Pubblicazioni dell'Academia (selezione)
- Catálogo de Publicaciones Archiviato il 27 agosto 2016 in Internet Archive.
- Butlletí de la Reial Acadèmia Catalana de Belles Arts de Sant Jordi, vols I-XXV.
- Juan Bassegoda, La Exposición la colección Fortuny de la Real Academia de Bellas Artes de San Jorge, Real Academia de Bellas Artes de San Jorge (Reial Acadèmia Catalana de Belles Arts de San Jordi), Barcelona, 1975. Archiviato il 27 agosto 2016 in Internet Archive.
- Victoria Durá, Catàleg del Museu de la Reial Acadèmia Catalana de Belles Arts de Sant Jordi (III-Dibuixos de Lluís Rigalt), Reial Acadèmia Catalana de Belles Arts de Sant Jordi, Barcelona, 2002. Archiviato il 27 agosto 2016 in Internet Archive.
- Francesc Fontbona i Victoria Durá, Catàleg del Museu de la Reial Acadèmia Catalana de Belles Arts de Sant Jordi (I-Pintura), Reial Acadèmia Catalana de Belles Arts de Sant Jordi, Barcelona, 1999. Archiviato il 27 agosto 2016 in Internet Archive.
- Salvador Moreno, La Escultura en la Casa Lonja de Barcelona. Neoclasicismo y Romanticismo académico, Real Academia de Bellas Artes de San Jorge (Reial Acadèmia Catalana de Belles Arts de San Jordi), Barcelona, 1983. Archiviato il 27 agosto 2016 in Internet Archive.
- Antoni Ollé Pinell, Dibujos de Luis Rigalt, 1814-1894. Catálogo de los que posee la Academia, Real Academia de Bellas Artes de San Jorge (Reial Acadèmia Catalana de Belles Arts de San Jordi), Barcelona, 1956. Archiviato il 27 agosto 2016 in Internet Archive.
- Pilar Vélez, Catàleg del Museu de la Llotja. Reial Acadèmia Catalana de Belles Arts de Sant Jordi (II-Escultura i Medalles), Reial Acadèmia Catalana de Belles Arts de Sant Jordi, Barcelona, 2001. Archiviato il 27 agosto 2016 in Internet Archive.
- Pilar Vélez (Coord.), Dos segles de disseny a Catalunya (1775-1975), Reial Acadèmia Catalana de Belles Arts de Sant Jordi, Barcelona, 2004. Archiviato il 27 agosto 2016 in Internet Archive.